# Microsorum spectrum
Microsorum spectrum är en stensöteväxtart som först beskrevs av Georg Friedrich Kaulfuss och som fick sitt nu gällande namn av Edwin Bingham Copeland.
Microsorum spectrum ingår i släktet Microsorum och familjen Polypodiaceae. Utöver nominatformen finns också underarten Microsorum spectrum pentadactylum.